# 이점바드 킹덤 브루넬

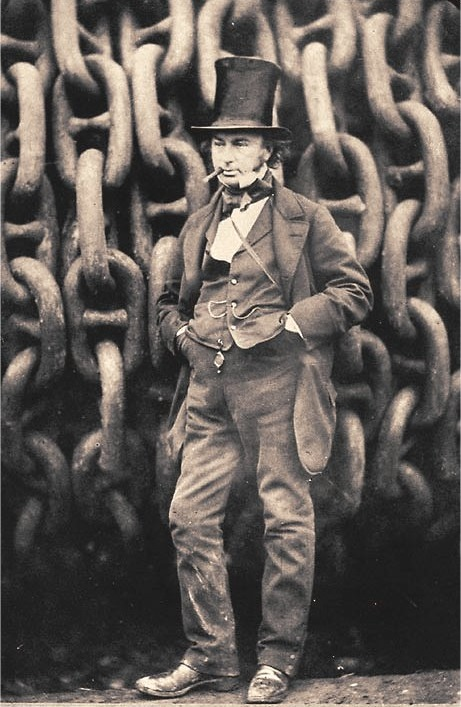
이점바드 킹덤 브루넬 (1857년 촬영)

이점바드 킹덤 브루넬(영어: Isambard Kingdom Brunel, 1806년 4월 9일 ~ 1859년 9월 15일)은 잉글랜드의 공학자이다.
잉글랜드 포츠머스에서 공학자인 마크 이점바드 브루넬과 그의 아내인 소피아 킹덤(Sophia Kingdom)의 아들로 태어났다. 청년 시절에는 프랑스에서 교육을 받았고 14세에는 노르망디 캉에 위치한 대학교에 입학했다. 1820년대에는 아버지가 참여하고 있던 템스 터널 공사에서 건축 기사로 참여했지만 1828년에 일어난 홍수로 인해 철수하게 된다.
1830년에는 왕립학회 회원으로 선출되었다. 1831년에는 브리스틀에 위치한 에이번 강(River Avon)을 횡단하는 교량인 클리프턴 현수교(Clifton Suspension Bridge)를 설계했지만 브리스틀에서 일어난 폭동으로 인해 중단되고 만다. 1833년에는 런던과 브리스틀을 연결하는 영국 대서부 철도의 건축 기사로 채용되면서 교량, 터널, 철도역의 설계, 감독을 맡았다. 그레이트웨스턴 철도는 안정성, 승객의 승차감 개선을 위해 2,140mm 광궤를 채용했다.
1838년에는 대서양을 횡단하는 최대 규모의 증기선인 그레이트웨스턴 호(SS Great Western, 배수량 2,300톤), 1843년에는 철강 선체로 만든 증기선인 그레이트브리튼 호(SS Great Britain, 배수량 3,674톤)를 건조했고 1859년에는 이들 증기선보다 큰 규모를 가진 증기선인 그레이트이스턴 호(SS Great Eastern, 배수량 32,160톤)를 건조했다. 그렇지만 그레이트이스턴 호는 운항 시작부터 항해 사고, 회사 도산 등의 불운을 겪게 되면서 실용화되지 못했고 해저 케이블 부설에 사용되었다. 그레이트이스턴 호는 1888년에 해체되었지만 19세기 중반에 부설된 대서양 횡단 전신 케이블에 큰 공적을 남겼다.
1859년 9월 15일 런던 웨스트민스터에서 사망했다. 2002년에는 BBC가 진행한 가장 위대한 영국인(100 Greatest Britons) 여론조사에서 2위에 올랐고 2006년에는 영국에서 그의 탄생 200주년을 기념하는 프로그램인 브루넬 200(Brunel 200)이 진행되었다.